# Ctenomys peruanus
Ctenomys peruanus е вид бозайник от семейство тукотукови (Ctenomyidae).

## Разпространение
Видът е разпространен в Перу.